# Fusarium flocciferum
Fusarium flocciferum är en svampart som beskrevs av Corda 1828. Fusarium flocciferum ingår i släktet Fusarium och familjen Nectriaceae.   Inga underarter finns listade i Catalogue of Life.